# Air Asia
Air Asia (logotypskrivning: AirAsia) är ett malaysiskt lågprisflygbolag grundat 2001. Konceptet är låga biljettpriser och att man tar extra betalt för service, såsom mat, dryck, extra bagage och så vidare. Flygsträckorna är koncentrerade till Sydostasien, med turer även till Kina, Indien, Australien och Storbritannien. Bolaget har vid ett flertal tillfällen vunnit priser som världens bästa lågprisbolag.
Bolaget består egentligen av fyra olika företag (liknande SAS gamla uppdelning). Air Asia Berhad i Malaysia, Air Asia X i Malaysia, PT Indonesia Air Asia i Indonesien och Thai AirAsia Co Ltd i Thailand. Den thailändska delen ägs delvis av före detta premiärministern Thaksin Shinawatra.
Samma investerare bakom AirAsia står bakom Tune Hotels som använder sig av samma formgivning på sin webbplats som AirAsia och som riktar sig till resenärer som vill bo billigt.